# Ilyas Chaira
Ilyas Chaira, né le 2 février 2001 à Ripoll (Espagne), est un footballeur hispano-marocain qui évolue au poste d'attaquant au Real Oviedo.

## Biographie

### Carrière en club
Ilyas Chaira est formé au centre de formation du Gérone FC. Lors de la saison 2019-2020, il évolue avec l'équipe B.
En 2020, il signe à l'UD Ibiza en D3 espagnole, y jouant son premier match contre CF La Nucía, inscrivant par la même occasion son premier but le 25 octobre 2020 (victoire, 3-0).
Le 21 août 2021, il s'engage au CF Badalona, disputant son premier match sept jours plus tard contre l'UCAM Murcie (match nul, 1-1). Neuf mois plus tard, en fin de saison, il inscrit son premier but avec le club face à ce même adversaire (victoire, 3-0).
Le 14 juillet 2022, il signe à San Fernando CD, toujours en D3 espagnole, y inscrivant un nombre de onze buts.
Le 6 juillet 2023, il s'engage au CD Mirandés en Liga 2 sous la houlette de l'entraîneur Alessio Lisci. Lors de la saison 2023-2024, les projecteurs sont tournés vers lui, grâce à l'animation offensive qu'il forme avec son coéquipier Gabri Martínez.

### Carrière en sélection
Le 28 juin 2018, il est convoqué par le sélectionneur Mustapha Madih et reçoit sa première sélection avec le Maroc -20 ans dans le cadre d'un match amical contre l'Espagne -18 ans (défaite, 2-1). Lors de ce match, il figure sur la même liste qu'Azzedine Ounahi, Mehdi Moubarik ou encore Adil Tahif.